# كلية العلوم القانونية والاقتصادية والتصرف بجندوبة
كلية العلوم القانونية والاقتصادية والتصرف بجندوبة هي جامعة تونسيّة ب جندوبة مختصّة بتدريس العلوم القانونيّة والعلوم الاقتصادية وعلوم التصرّف والإعلامية المطبقة في التصرف، كانت تابعة ل جامعة تونس ثمّ أصبحت تابعة ل جامعة جندوبة منذ 2003 .

## شهادات الكليّة

### الإجازة الأساسية في
- القانون
- التصرف
- الاقتصاد
- إعلامية التصرف

### الإجازة التطبيقية في
- القانون
- التصرف
- الاقتصاد

### الماجستير المهني في
- قانون المؤسّسات والأعمال
- البنوك والتأمين
- التجارة الإلكترونية
- التجارة والأعمال الدّولية

### ماجستير بحث في
- القانون العام
- القانون الخاص
- إدارة الأعمال
- إعلامية التصرف
- السّياسات الاقتصادية للتنمية الجهوية
- التسويق
- الاقتصاد: نقد، مالية، بنك

## روابط خارجية
- الموقع الرسمي.